# Liste de journaux en république populaire de Chine
La presse en Chine s'est considérablement développée depuis l'ouverture de la Chine à la fin des années 1970. Le nombre de journaux est ainsi passé de 42, tous communistes, en 1968, à plus de 2 200 en 2006. 
La Chine est aujourd'hui le plus grand marché du monde pour les quotidiens avec 96,6 millions d'exemplaires vendus par jour en 2006.

## Historique
En 2019, l’ONG Reporters sans Frontières classe la Chine, en matière de liberté de la presse, à la place 177 sur les 180 pays présentés.

## Quotidiens

### Quotidiens nationaux
- China Daily - English language national daily
- Global Times, journal conservateur publié en anglais et chinois
- Le Quotidien du Peuple, voix officielle du gouvernement chinois
- Reference News

### Quotidiens régionaux
- Nanfang Ribao, journal officiel du Parti communiste du Guangdong

## Magazines
- Qiushi, bimensuel publié par le Comité central du Parti communiste chinois
- Yanhuang Chunqiu, mensuel libéral
- Caixin, hebdomadaire libéral
- Nanfang Zhoumo, hebdomadaire du Nanfang Ribao, critique à l'égard du gouvernement